# 치자 문화
치자 문화(중국어 간체자: 齐家文化, 정체자: 齊家文化, 병음: Qíjiā wénhuà Qijia culture, 제가문화[*])는 중국 황하 상류 지역에서 발견된 신석기 시대 말기부터 청동기 시대 초기의 문화이다. 현재의 간쑤성을 중심으로 번창했다. 이 문화의 명칭은 1923년에 고고학자 요한 군나르 안데르손(Johan Gunnar Andersson, 베이징원인의 발견자)에 의해서 발견되어 이 문화의 주요 유적인 치자핑 유적(斉家坪遺跡)(간쑤성 광허 현 치자핑의 다오허)에서 유래한다.

## 시대와 지역
안데르손은 유적을 발견한 당시, 치자 문화를 이 지역에서 가장 초기의 신석기 문화라고 생각했으며, 감숙성, 허난성의 양사오 문화는 치자 문화로부터 발전한 것이라고 생각했다. 그러나 그 후의 조사에 의해 청동기 등이 발견되어 치자 문화는 양사오 문화의 이후 시대인 기원전 2400년경부터 기원전 1900년경에 시작된 문화로 결론을 내렸다. 치자 문화는 말기에는 서쪽에서 동쪽으로 축소되며, 인구의 감소의 어려움을 당했다.
치자 문화의 분포는 황하 상류의 간쑤성 란저우시 일대를 중심으로 동쪽은 섬서성의 위수 상류에 이르러며, 서쪽은 칭하이성 동부의 황수 하류 지역에, 북쪽은 닝샤 후이족 자치구 및 내몽고 자치구에 이른다. 유적의 수는 300여개 이상으로, 치자핑유적 외에 감숙성 융징 현의 다허좡 유적(大河荘遺跡)과 타이웨이자 유적(泰魏家遺跡), 우웨이 시의 황냥냥타이 유적(皇娘娘台遺跡), 칭하이성 러두 현의 리우완 유적(柳湾遺跡) 등이 있다. 칭하이성 민허 후이족 투족 자치현의 라자 유적(喇家遺跡)도 이 문화와의 관련이 있다고 여겨진다.
또한 구리는 동경 등의 장식뿐만 아니라 도구를 만드는 데도 사용되었다. 동으로 만든 도기가 벌써 출현하였고, 동과 주석의 합금으로 된 청동 도기도 발견되었다.
치자 문화의 묘지와 촌락도 발굴되었는데, 대다수의 무덤은 일인용이었지만, 성년 남녀를 합장 한 것도 있고, 합장된 남성은 위로 돌려로 사지를 똑바로 하고, 여성은 몸을 접어 구부린 상태였다. 묘 중에서는 다수의 석기나 도기가 배장품으로서 발견되었다. 게다가 지상에는 종교 건축과 같은 석조의 건축물도 있었다.

## 같이 보기
- 중국의 신석기 문화 목록
- 황하 문명
- 양사오 문화